# 索博利夫卡 (羅馬尼夫區)
50°14′55″N 28°5′44″E / 50.24861°N 28.09556°E
索博利夫卡（烏克蘭語：Соболівка）是位於烏克蘭北部日托米爾州裏日托米爾區的村莊，始建於1650年，面積132.9平方公里，海拔高度232米，2001年人口313，人口密度每平方公里2.36人。